# FV4101 Charioteer
Le  FV4101 Tank, Medium Gun, Charioteer  est un char moyen britannique conçu au début des années 1950 sur la base du châssis du char cruiser Cromwell.

## Développement
Au début des années 1950, pour augmenter la puissance de feu des unités du Royal Armoured Corps, un certain nombre de Cromwells furent remis au standard Mk. VII et doté d'une nouvelle tourelle armée du canon Ordnance QF 20 pounder (comme certains chars Centurion). Le résultat fut nommé  FV4101 Tank, Medium Gun, Charioteer. Environ 200 Cromwells furent convertis de cette manière par Robinson and Kershaw Ltd dans le Cheshire. En pratique, les Britanniques n'utilisèrent le Charioteer que dans leurs forces de réserve (l'Armée territoriale) et au cours des années 1950 la plupart d'entre eux furent vendus à l'Autriche, à la Finlande et à la Jordanie.

## Utilisateurs
- Royaume-Uni.
- Autriche : 56 Charioteers achetés en 1956.
- Finlande : La Finlande acheta 38 "Charioteer Mk VII Model B" en 1960. Ils restèrent en service jusqu'en 1979 et furent vendus aux enchères en 2007[2].
- Jordanie : La Jordanie en équipa deux escadrons (24 Charioteers) de son 3e régiment de tanks en 1954. Certains de ces Charioteers furent vendus au Liban.
- Liban : Plusieurs des Charioteers libanais furent utilisés par l'OLP contre Israël durant l'opération Litani au sud-Liban (mars 1978).